# Robert Holmes
Robert Colin Holmes (2 de abril de 1926 - 24 de mayo de 1986) fue un guionista televisivo inglés que durante más de 25 años trabajó para algunos de los programas más populares del Reino Unido. Se le recuerda particularmente por su trabajo en programas de ciencia ficción, sobre todo su extenso trabajo en Doctor Who. Holmes sufrió mala salud desde principios de los ochenta y falleció a mediados de 1986.

## Primeros años

### Carrera militar
En 1944, a los 18 años, Holmes se unió al ejército y luchó con el Queen's Own Cameron Highlanders en Burma. Rápidamente se ganó una comisión y así se convirtió en el oficial comisionado más joven de todo el ejército británico durante la 2.ª Guerra Mundial. El hecho de que mintiera sobre su edad para entrar en el ejército se descubrió en su ceremonia de comisionado, pero aparentemente la única reacción fue la de un general que le alabó, añadiendo que él mismo había hecho lo mismo.

### Trabajo como policía
Poco después del fin de la guerra, Holmes regresó a Inglaterra y dejó el ejército, decidido a unirse a la policía. Se entrenó en el Hendon Police College, graduándose como el mejor de su año y uniéndose a la Policía Metropolitana de Londres, sirviendo en la comisaría de Bow Street.
Fue mientras trabajaba como oficial de policía cuando Holmes comenzó a desarrollar un interés en la escritura como carrera. Cuando daba pruebas en la corte de procesamientos contra detenidos, solía notar la emoción el trabajo frenético de los periodistas que informaban de los casos, y decidió que le gustaría hacer un trabajo similar. Para ello, aprendió taquigrafía de forma autodidacta en su tiempo libre y al final abandonó su trabajo en la policía.

### Primeros pasos como escritor
Pronto encontró trabajo escribiendo para periódicos locales y nacionales, primero en Londres y después en las Midlands. También rellenaba informes para la Asociación de Prensa, que podían ser sindicados para muchos destinos, como periódicos locales o extranjeros. A finales de los cincuenta trabajó por un tiempo escribiendo y editando relatos cortos para revistas, antes de recibir su primer trabajo en televisión al escribir un episodio para la famosa serie de médicos Emergency Ward 10 (1957).

## Televisión
Después de 1957, Holmes se encontró trabajando casi exclusivamente en dramáticos televisivos. Comenzó a aportar episodios regularmente para la serie de aventuras Knight Errant antes de convertirse en el editor de historias del programa en 1959. Escribió varios episodios de otro drama médico, Dr. Finlay's Casebook, antes de, a principios de los sesenta, escribir varios dramáticos de crimen para: Dixon of Dock Green, El Santo, Ghost Squad, Public Eye y Intrigue, todos relacionados con violaciones de la ley, y beneficiándose de la experiencia en la vida real de Holmes.
Fue en 1965 cuando comenzó a escribir ciencia ficción, al aportar guiones para Undermind, un dramático de robo de cuerpos de la ITV. Trabajó también en su única película, Invasion, en 1965, de la cual sacó varios elementos que acabarían en su serial de Doctor Who de 1970 Spearhead from Space y que al mismo tiempo tomó inspiración de Quatermass III (1955) de Nigel Kneale.

## Doctor Who

### Primeros trabajos como escritor
El mismo año, escribió una idea para un serial de ciencia ficción titulado The Trap, que envió a la BBC. Allí, la directora de seriales dramáticos escribió a Holmes informándole de que ya no estaban interesados en producir ese tipo de seriales, pero que podría tener mejor suerte si intentara enviar el guion a la oficina de producción de Doctor Who. Esto hizo, y tuvo una fructífera reunión con el entonces editor de guiones Donald Tosh; pero cuando este dejó el programa poco después, el guion fue olvidado y Holmes se embarcó en otros proyectos.
En 1968, tras salir mal algunos otros trabajos, Holmes decidió como último recurso volver a enviar The Trap (ahora titulado The Space Trap) a la oficina de Doctor Who, y de nuevo encontró una respuesta positiva, esta vez del asistente de edición de guiones, Terrance Dicks, que lo desarrolló con Holmes para cubrir la eventualidad de algún guion que se cayera imprevistamente. Al principio de la sexta temporada, no quedaba sitio para el guion de Holmes, pero el equipo de producción comenzó a tener problemas con los guiones programados. The Dominators, la primera historia de la temporada, terminó un episodio antes, provocando el añadido de un episodio extra a la historia siguiente, The Mind Robber. Cuando esta historia de seis partes se cayó, la historia anterior, The Invasion se alargó dos episodios mientras Dicks trabajaba con Holmes para adaptar The Krotons para rellenar el hueco en el calendario.
La historia fue calificada de éxito por el equipo de producción, que pronto contrataron a Holmes para que escribiera una segunda historia para la temporada, The Space Pirates. Holmes y Dicks se llevaban muy bien, así que cuando Dicks se convirtió en editor de guiones frecuentemente llamaba a Holmes para pedirle su trabajo.
Holmes escribió el serial de debut de Jon Pertwee como el Tercer Doctor, Spearhead from Space, en 1970. A principios de los setenta, también trabajó para otro programa de ciencia ficción de la BBC, Doomwatch, así como otros programas como la serie de la ATV Spyder's Web.
Holmes recibió el contrato de escribir la primera historia de 1971, Terror of the Autons, que se consideró un gran éxito. Aportaría otras dos historias en 1973 y 1974. Holmes creó dos razas alienígenas recurrentes en Doctor Who: los Autones y los Sontarans.

### Etapa como editor de guiones
Terrance Dicks pidió a Holmes que le sucediera como editor de guiones después de que se marchara, y Holmes aceptó la oferta mientras la temporada estaba a mitad de producción, editando sin acreditar Death to the Daleks.
Holmes era conocido por su sentido del humor mórbido y su inclinación a escribir material que solía ser oscuro y perturbador. El anterior productor, Barry Letts, solía pedir a Holmes que rebajara sus guiones, pero su sucesor Philip Hinchcliffe quería que el programa tomara una dirección más oscura y dinámica con la presentación de su nueva estrella, Tom Baker.
Holmes siguió como editor de guiones durante los tres siguientes años, viviendo una de las épocas de mayor éxito de Doctor Who en términos tanto de audiencia como de aclamación de la crítica. A pesar de esto algunas historias fueron criticadas por Mary Whitehouse, de la Asociación Nacional de Espectadores y Oyentes por su alegada excesiva violencia y tono aterrador. Algunas de las historias más controvertidas eran obra de Holmes en persona. Una escena de una historia de Holmes, The Deadly Assassin, en la que el cliffhanger era la cabeza del Cuarto Doctor empujada bajo el agua, provocó una gran controversia en su época. El 11 de febrero de 1977, el Daily Express publicó una entrevista con Holmes de Jean Rook con el título ¿Quién te crees que eres para asustar a mi niño inocente?, en la que Holmes dijo "Los padres serían terriblemente irresponsables si dejan a un niño de seis años verlo a solas. Está dirigido al inteligente de 14 años, y no dejaría que ningún niño menor de diez lo viera".
Durante esta época, Holmes escribió tres de sus historias propias, hizo reescrituras completas de al menos otras dos (que se acreditaron bajo pseudónimo) y tuvo una fuerte influencia en prácticamente todos los demás guiones. Era en muchos sentidos su época en el programa, aunque para 1977 pensó que ya había hecho todo lo que podía en él. Había intentado marcharse al final de la 14.ª temporada, pero le convencieron para quedarse un poco más con el nuevo productor, Graham Williams. Aunque editó las dos primeras historias de la 15.ª temporada, dejó la tercera a su sucesor, Anthony Read. También pidió una reescritura de última hora para que K-9 se convirtiera en personaje regular. La tarea difícil de trabajar con él se quedó para Read.

### Últimos años
Aun así, Read no tardó en volver a Holmes para pedirle guiones para la 16.ª temporada, siendo proclive a usar guionistas que conocieran cómo usar mejor el formato de Doctor Who y que fueran de confianza a la hora de crear en buen tiempo guiones útiles. Holmes escribió dos historias para la temporada, pero tras su emisión en 1978, pensó que necesitaba distanciarse del programa, y tardaría seis años antes de volver a escribir para Doctor Who otra vez.
Durante este periodo escribió para varias series, como la serie británica de ciencia ficción Blake's 7, para la que le ofrecieron el trabajo de editor de guiones en su fundación en 1978, pero lo rechazó ya que acababa de terminar el mismo trabajo en Doctor Who y no quería volver a un trabajo tan estresante tan rápido. En su lugar, recomendó al escritor Chris Boucher, a quien había usado en Doctor Who, al productor, y así fue Boucher el que a cambio contrató a Holmes para escribir para el programa. Otros programas en los que trabajó Holmes a finales de los setenta y principios de los ochenta incluyen la serie policíaca Juliet Bravo y una adaptación de la novela de ciencia ficción Child of the Vodyoni, estrenada como The Nightmare Man en 1981. También editó guiones de la serie de detectives Shoestring.
En 1983, el entonces productor de Doctor Who John Nathan-Turner y el editor de guiones Eric Saward contactaron con Holmes para que volviera al programa a escribir el especial del 20 aniversario para su emisión ese noviembre. Holmes accedió y comenzó a escribir el guion. Sin embargo, encontró cada vez más difícil incluir los muchos elementos del pasado del programa que Nathan-Turner había insistido en tener. Tras el rechazo de su primer borrador, abandonó el trabajo y el especial fue finalmente escrito por Terrance Dicks. La experiencia inició una amistad entre Saward y Holmes que acabarían haciendo que Holmes volviera a la serie en la temporada siguiente.
Cuando llegó la hora de escribir la última historia del Quinto Doctor (interpretado por Peter Davison), Saward contrató a Holmes para escribirla, ya que pensaba que la experiencia de Holmes le permitiría crear una marcha de Davison y presentación del Sexto Doctor épicas. The Caves of Androzani es generalmente considerada por los fanes como una de las mejores de toda la historia de la serie, siendo votando la "historia número uno de todos los tiempos" en una encuesta de 2009. Holmes pensó que las aventuras de Davison habían sido demasiado fáciles y decidió "hacerle pasar por un infierno".
John Nathan-Turner quería rodar una historia en el extranjero en la temporada 22, similar a las de temporadas anteriores. El entonces distribuidor en Estados Unidos Lionheart inicialmente se ofreció a cofinanciarla si rodaban en América. Contrataron a Holmes para escribirla. Sin embargo, de repente Lionheart se echó atrás y comenzaron a considerar otras localizaciones. Al final se decidieron a rodarla en Sevilla. Holmes encontró The Two Doctors una historia difícil, ya que Nathan-Turner había insistido en que aparecieran los Sontarans. Como gran parte de la temporada 22, la historia fue criticada por su contenido violento y perturbador. Holmes era vegetariano, así que muchos elementos de la historia deliberadamente querían representar su punto de vista sobre comer carne y matar animales para consumirlos.
Cuando Doctor Who regresó de su descanso en 1986, se diseñó una historia de 14 episodios titulada The Trial of a Time Lord para que abarcara la temporada entera. Holmes recibió el encargo de escribir el primer serial de cuatro partes de la temporada, que tituló The Mysterious Planet. La producción de la temporada fue de todo menos suave, las tensiones entre Nathan-Turner y Saward, la falta de fe de los ejecutivos de la BBC, y la mala salud de Holmes hicieron el proceso difícil.
Holmes se enfadó particularmente por los comentarios del ejecutivo de dramáticos de la BBC Jonathan Powell acerca de sus cuatro episodios de apertura. Al final accedió a escribir los dos episodiosde cierre. Holmes comenzó el primer episodio, pero murió en mayo de 1986 tras una corta enfermedad. Eric Saward intervino y completó el episodio 13. Saward había accedido a escribir el episodio final, pero dejó la producción cuando Nathan-Turner y él no pudieron ponerse de acuerdo en el final. Nathan-Turner se vio obligado a trabajar como editor de guiones mientras Pip y Jane Baker (autores de los episodios 9 a 12) escribieron el episodio 14.
El último trabajo de Holmes en emitirse fue un episodio de la serie de detectives Bergerac, otro trabajo editado por Chris Boucher, emitido en 1987. Holmes hizo poco trabajo fuera de la televisión, aunque novelizó su guion de The Two Doctors para Target Books en 1986, siendo la novelización de Doctor Who número 100 publicada por Target Books.

## Legado
El trabajo de Robert Holmes se ha discutido en muchos documentales en DVD, más notablemente en Behind the Sofa, producido por Richard Molesworth, que aparece en el DVD de The Two Doctors.
El amigo y colega escritor de Holmes Roger Marshall afirmó que el trabajo de Holmes nunca recibió la aclamación que se merecía porque Holmes hizo casi todo su trabajo en series de televisión en lugar de teleteatros o seriales. "En retrospectiva, pasó demasiado tiempo jugueteando con el trabajo de escritores inferiores en lugar de desarrollar el suyo propio".
Russell T Davies, escritor y productor de Doctor Who de 2005 a 2010, alabó el talento de Holmes diciendo "Toma, por ejemplo, The Talons of Weng-Chiang. Mira el episodio uno. Es el mejor diálogo jamás escrito. Está ahí arriba con Dennis Potter. Por un hombre llamado Robert Holmes. Cuando se escriba la historia de los dramáticos televisivos, Robert Holmes no será recordado en absoluto porque sólo escribía cosas de género. Y eso, en mi opinión, es una auténtica tragedia". Davies también mencionó que la historia de Holmes The Ark in Space es su favorita de toda la serie clásica.

## Guiones enDoctor Who
| - The Krotons - The Space Pirates - Spearhead from Space - Terror of the Autons - Carnival of Monsters - The Time Warrior - The Ark in Space (de una historia de John Lucarotti) - Pyramids of Mars (de una historia de Lewis Greifer) - The Brain of Morbius (de una historia de Terrance Dicks) | - The Deadly Assassin - The Talons of Weng-Chiang - The Sun Makers - The Ribos Operation - The Power of Kroll - The Caves of Androzani - The Two Doctors - The Mysterious Planet - The Ultimate Foe (Sólo el primer episodio) |